# Hans Weilbächer
Hans Weilbächer (Hattersheim, 23 de octubre de 1933 - 1 de agosto de 2022) fue un futbolista alemán que jugaba como centrocampista.

## Trayectoria
Fue internacional una vez con la selección nacional de Alemania Occidental en 1955 contra la República de Irlanda. Con su club, el Eintracht Fráncfort, ganó el campeonato alemán en 1959 y participaron en la Copa de Europa al año siguiente, perdiendo la final contra el Real Madrid.

## Clubes
| Club                | País     | Año       |
| ------------------- | -------- | --------- |
| Eintracht Fráncfort | Alemania | 1952-1965 |